# Fenômeno químico

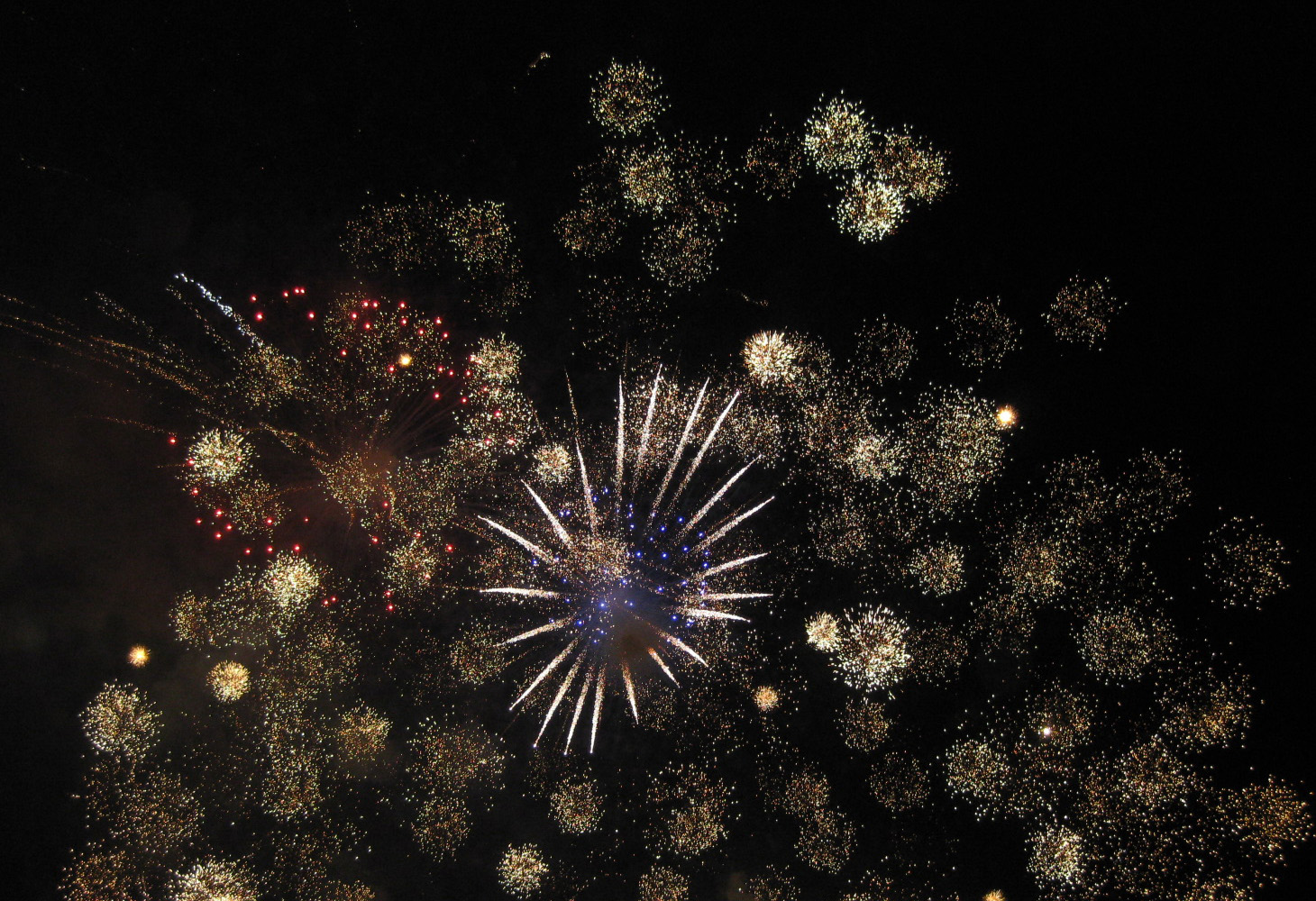
A queima de fogos de artifício é um exemplo de fenômeno químico

Fenômeno químico (português brasileiro) ou fenómeno químico (português europeu) é uma mudança na composição de uma substância. Um fenômeno químico, como a combustão, transforma uma substância em outra, com diferentes propriedades químicas. Combustíveis como madeiras ou carvão transformam-se com a combustão e formam cinzas.  

## Exemplos
- Colocar fogo no papel, na madeira ou no carvão
- Água sanitária em tecido colorido
- Queima de fogos de artifício.
- Efervescência: bicarbonato de sódio (fermento)+ (vinagre)
- Caramelizarão do açúcar